# We Are Not Your Kind
We Are Not Your Kind är Slipknots sjätte studioalbum, utgivet den 9 augusti 2019. We Are Not Your Kind nådde förstaplatsen på såväl brittiska albumlistan som Billboard 200.

## Låtlista
Alla låtar är skrivna och komponerade av Slipknot. 
| Nr           | Titel                   | Längd |
| ------------ | ----------------------- | ----- |
| 1.           | Insert Coin             | 1:38  |
| 2.           | Unsainted               | 4:20  |
| 3.           | Birth of the Cruel      | 4:35  |
| 4.           | Death Because of Death  | 1:20  |
| 5.           | Nero Forte              | 5:15  |
| 6.           | Critical Darling        | 6:25  |
| 7.           | A Liar's Funeral        | 5:27  |
| 8.           | Red Flag                | 4:11  |
| 9.           | What's Next             | 0:53  |
| 10.          | Spiders                 | 4:03  |
| 11.          | Orphan                  | 6:01  |
| 12.          | My Pain                 | 6:48  |
| 13.          | Not Long for This World | 6:35  |
| 14.          | Solway Firth            | 5:56  |
| Total längd: | Total längd:            | 63:27 |

| 15.          | All Out Life | 5:40  |
| Total längd: | Total längd: | 69:07 |